# Fusicladium eriobotryae
 Fusicladium eriobotryae  Cav. è un fungo fitopatogeno della famiglia Dematiaceae, agente eziologico della  Ticchiolatura del nespolo del Giappone (Eriobotrya japonica).
È la principale avversità crittogamica del nespolo del Giappone, dal momento che le manifestazioni della malattia sui frutti possono determinare la perdita completa del prodotto. La ticchiolatura del nespolo è una malattia molto comune nell'Italia meridionale, specialmente in Sicilia, in tutto il bacino Mediterraneo, nel Sudafrica e nelle regioni orientali dell'America settentrionale.

## Sintomatologia

### Foglie
Sulle foglie la malattia si manifesta con macchie rotondeggianti, brunastre, opache e talora, al momento della conidificazione, vellutate, che spesso confluiscono. In un secondo momento i tessuti colpiti disseccano e cadono precocemente. Se l'infezione interessa foglie ancora in via di accrescimento, queste crescono malformate e cadono precocemente.

### Rami
Sui giovani rami si ha la comparsa di tacche bruno-nerastre, evolventesi in cancri, che possono determinare il completo disseccamento della parte sovrastante dei rami stessi.

### Fiori
Sui fiori l'infezione provoca il disseccamento del calice e degli altri organi con successiva cascola.

### Frutti
Sui frutti il patogeno provoca i danni più gravi che si manifestano con tacche brunastre simili a quelle fogliari, sparse e isolate oppure confluenti tra loro. In corrispondenza di tali lesioni, infatti, il frutto in via di sviluppo cessa di accrescersi e sviluppa fenditure più o meno profonde.

## Ciclo biologico ed epidemiologia
Il patogeno ha sviluppo tipicamente subcuticolare e dà origine a stromi erompenti che producono le fruttificazioni conidiche atte a diffondere la malattia. 

L'inoculazione nella pianta ospite avviene mediante perforazione degli strati cuticulari che rivestono i tessuti esterni. Una volta penetrato, il micelio si diffonde con andamento sottocuticolare.

Il F. eriobotryae si conserva sulle piante durante tutte le stagioni dell'anno e riprende lo sviluppo non appena si verificano condizioni climatiche favorevoli.

In Sicilia trascorre un periodo di vita latente in corrispondenza dell'estate e si sviluppa durante tutto il resto dell'anno.

I danni prodotti sono particolarmente gravi nelle zone molto umide e ad inverno mite.

## Lotta

### Interventi agronomici
- Potatura invernale in modo tale da asportare e distruggere gli organi infetti e favorire l'arieggiamento della chioma.
- Potatura verde all'interno della chioma per evitare che si creino microclimi eccessivamente umidi.
- Scelta di varietà resistenti.

### Interventi chimici
Trattamenti in autunno - inverno con composti del rame: ossicloruri di rame e poltiglia bordolese.
Si consiglia l'uso della dodina nella fase di allegagione - caduta petali.